# Хофмайстер, Карел
Карел Хофмайстер (чеш. Karel Hoffmeister; 26 сентября 1868, Либлице — 23 сентября 1952, Глубока-над-Влтавой) — чешский пианист, музыковед
 и музыкальный педагог.
Учился в Пражской органной школе у Ф. З. Скугерского, в Пражской консерватории у Индржиха Каана фон Альбеста, изучал также эстетику в Карловом университете у Отакара Гостинского. С 1891 г. преподавал в Любляне. В 1899—1902 гг. выступал в одном из первых составов Чешского трио с Штепаном Сухим и Бедржихом Вашкой. С 1902 г. профессор Пражской консерватории, среди учеников Хофмайстера — Вальтер Зюскинд, Оскар Моравец, Йозеф Паленичек, Вилем Петржелка. В 1926 г. впервые ввёл в Пражской консерватории курс клавесина. Занимал пост ректора консерватории в 1923—1924, 1930—1933, 1935—1936 и 1937—1938 гг.
В 1907—1919 гг. вместе с Карелом Штекером редактировал газету «Музыкальное обозрение» (чеш. Hudební revue). Опубликовал монографию об Антонине Дворжаке (чеш. Antonín Dvořák, 1924, несколько переизданий, английский перевод 1928), книгу воспоминаний о Витезславе Новаке (чеш. 50 let s Vítězslavem Novákem, 1949), учебник по фортепиано (чеш. Klavír; 1939).